# Like an Ever Flowing Stream
Like an Ever Flowing Stream – debiutancki album szwedzkiej grupy death metalowej Dismember. Płyta została wydana ponownie w roku 1996 zawierając cztery bonusowe utwory.

## Lista utworów
1. "Override of the Overture" – 05:15
2. "Soon to Be Dead" – 01:55
3. "Bleed for Me" – 03:20
4. "And So Is Life" – 03:11
5. "Dismembered" – 05:54
6. "Skin Her Alive" – 02:15
7. "Sickening Art" – 03:55
8. "In Death's Sleep" – 05:21
9. "Deathevocation" – 04:45 (bonus z 1996)
10. "Defective Decay" – 04:03 (bonus z 1996)
11. "Torn Apart" – 04:43 (bonus z 1996)
12. "Justifiable Homicide" – 03:17 (bonus z 1996)

## Twórcy
- Fred Estby – perkusja, tekst
- Richard Cabeza – gitara basowa
- Robert Sennebäck – gitara rytmiczna
- David Blomqvist – gitara
- Matti Kärki – wokal, tekst